# Макуахуитъл
Макуахуитъл (на науатъл: maːˈkʷawit͡ɬ) е ръкопашно оръжие, издялано от дърво във формата на меч, използвано от ацтеките и маите. То е снабдено с остриета от двете срещуположни страни, изработени от залепени близо едно до друго или на интервали остри парчета обсидиан или кремък.
Първите европейци, които се сблъскват с Макуахуитъл го класифицират като меч или боздуган, но тези определения трябва да се смятат за примерни, понеже в европейската оръжейна култура няма еквивалент и първите изследователи не са имали отправна точка за сравнение. Оръжието се среща само в Мезоамерика, където съществуват и други подобни оръжия, от които най-близкото се казва Макана – дървен меч палка, използван от араваките Таино.
Не е известно да е останал някъде оцелял автентичен образец на Макуахуитъл, но въпреки това има множество запазени негови илюстрации, рисунки и описания, направени през 16 век. Последният експонат е съхраняван в „Кралската оръжейна“ на „Кралски дворец в Мадрид“ до 1884 г., когато изгаря в пожар.

## Произход
Оръжието Макуахуитъл е възникнало в Мезоамерика, където материалът, от който е изработено острието му, е използван още от най-ранните народи, обитавали местността. Суровината се нарича обсидиан – вулканично стъкло, формирано от бързото охлаждане и втвърдяване на богати на силиций части от екструдиране на лава, и от него има значителни залежи в мексиканската долина. Най-голямото находище е около Тулансинго, на 105 км североизточно от Теночтитлан. Може да се каже, че ацтеките не са имали „Каменна ера“, а по-скоро „Oбсидианова епоха“. От обсидиан те са изработвали много от военните си и битови инструменти – върхове за стрели, ножове, върхове на копия и други всевъзможни малки остриета.
Не е изяснено по кое време се е появил ацтекският меч, но е малко вероятно да е преди началото на посткласическия период (900 – 1697 г.). Знанието за това оръжие идва най-вече от писмените източници от 16. век, които черпят сведения от устната традиция на местните индианци и наблюденията на испанските конкистадори и монаси. За него археологията не дава никаква конкретна информация, а малкото артефакти, които са открити се отнасят за оръжия, които имат сходни функции, без да може да се докаже, че са пряк предшественик на Макуахуитъл.
Доколкото е известно, най-ранното доказателство за използване на подобен вид инструмент може да се намери в земите на маите. На стенописи от Бонампак и Мул Чиц, датиращи от ранния и късния класически период (600 – 900 г.), са показани подобни, но и различни от Макуахуитъл оръжия. Такъв е и примера върху релеф от Чичен Ица от ранния посткласически период, където е изобразен воин, който държи в ръка извита бойна палка с две остриета, вероятно изработени от кремък. При другите по-древни народи в местността – толтеките и олмеките, не са открити данни за боравене с подобно оръжие.
Въпреки че информацията за ранните дни на Макуахуитъл е оскъдна, някои изследователи смятат, че оръжието влиза в широка употреба по време на експанзията на ацтеките (~1400 г.), в отговор на необходимостта да се въоръжат и обучат големи армии, колкото е възможно по-бързо и ефективно.

## Наименование
Думата Макуахуитъл е използвана от древните Нахуа за наименование на ацтекското оръжие от обсидиан. На езика Науатъл името е словосъчетание, образувано от думите за ръка (маитъл) и дърво (куахуитъл).

## Описание
Почти цялата информация за ацтекското оръжие идва от испанските конкистадори и монаси, които, след като през 16 век за първи път посещават земите на ацтеките, описват местните индианци и в частност Макуахуитъл в своите анали, наречени кодекси. Според тях, съществуват три разновидности на меча – къс (~50 см), среден (~70 – 80 см) и дълъг за две ръце (~1 м до цял човешки ръст).
Най-разпространеният Макуахуитъл е за използване с една ръка. Той е дълъг около 70 – 80 см и широк около 7 – 10 см. Изработен е от дърво, обикновено дъб. От двете си страни е снабден с най-малко от шест до осем остриета от обсидиан или кремък. Остриетата са прикрепени в жлебове по ръба с помощта на лепило от битум или дървесна смола, при едни образци на интервали, при други едно до друго. Испанците отбелязват, че режещите парчета са по-остри от остриетата на собствените им мечове и са толкова добре залепени, че не могат да бъдат нито извадени, нито счупени. Формата на шиповете е различна, от правоъгълна до елипсовидна. Някои мечове са снабдени в долния край на дръжката с каишка, в която боецът може да постави ръката си за по-голяма сигурност при битка.

## Ефективност
Според испанските конкистадори, които са се сблъсквали с Макуахуитъл на бойното поле, мечът е толкова остър, че може да отреже главата на човек с един удар.
Бернал Диас дел Кастильо (участник в похода на Кортес) споменава в записките си, че оръжието на ацтеките е способно да обезглави кон: 
| “ | …Педро де Морон беше много добър ездач и понеже той навлезе с още трима конници в редиците на врага, индианците... го нарязаха с мечове си и го нараниха лошо, а след това замахнаха към кобилата му и отрязаха главата и в областта на шията, която увисна само на кожата, и тя падна мъртва... | ” |

Друг конкистадор, които описва похода на Кортес като анонимен завоевател, разказва подобна история за ефективността на ацтекското оръжие: 
| “ | …Те имат мечове... от дърво, като тези за две ръце, но с по-къса дръжка, около три пръста широки. Ръбовете са набраздени и в каналите им те вмъкват каменни ножове, скроени като острие от Толедо. Един ден видях... индианеца замахна към коня на противника си и го удари в областта на гърдите, така че той се отвори откъм вътрешностите и падна мъртъв на място. И в същия ден видях друг индианец да удря друг кон през врата и той падна мъртъв в краката му... | ” |

В сведение от Франсиско де Агилар се съобщава:
| “ | …Те използваха... тояги и мечове... Един индианец с един удар отсече врата на коня на Кристобал де Олид, убивайки го. Индианеца от другата страна замахна към втория конник и удари коня му в глезените, при което и този кон падна мъртъв... ...Веднага след като часовоя даде аларма, те се наредиха с оръжията си, за да ни изтребят... нападаха с голяма ярост и ни нараняваха с мечовете си. Тук много испанци паднаха, някои мъртви, някои ранени, други без никаква вреда припаднаха от страх. | ” |

В днешно време са правени опити мощта на Макуахуатъл да бъде тествана, чрез реплики, изработени по описанията и илюстрациите на първите завоеватели на Мексико. Тестовете показват, че дървеният меч е наистина доста остър, но би било много трудно да нанесе пораженията, описани от испанците. Въпреки това е възможно дубликатите да не са точни, или хората, които са използвали Макуахуитъл по време на опитите, да не са достатъчно тренирани да боравят с тях. Каквато и да е истината, експериментите показват, че ацтекският меч е много мощно оръжие и дори показанията за него да са преувеличени от конкистадорите, то може да нанесе много големи поражения на евентуален опонент в битка.